# Леттоманоппелло
Леттоманоппелло (итал. Lettomanoppello) — коммуна в Италии, расположена в регионе Абруццо, подчиняется административному центру Пескара.
Население составляет 3090 человек, плотность населения составляет 206 чел./км². Занимает площадь 15 км². Почтовый индекс — 65020. Телефонный код — 085.
Покровителем населённого пункта считается святитель Николай, Мирликийский Чудотворец. Праздник ежегодно празднуется 6 декабря.